# Zaluzianskya pachyrrhiza
Zaluzianskya pachyrrhiza är en flenörtsväxtart som beskrevs av O.M. Hilliard och B.L. Burtt. Zaluzianskya pachyrrhiza ingår i släktet Zaluzianskya och familjen flenörtsväxter. Inga underarter finns listade i Catalogue of Life.